# 조반니 살비아티

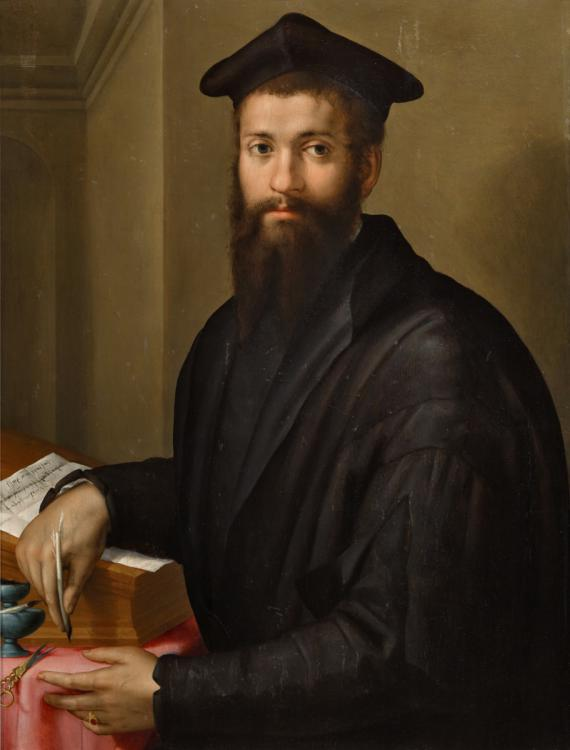
피에르 프란체스코 포스키 (Pier Francesco Foschi, 1502년–1567년)가 캔버스에 유화로 그린 조반니 살비아티의 초상.

조반니 살비아티 (Giovanni Salviati, 1490년 3월 24일 – 1553년 10월 28일)는 피렌체의 외교관이자 추기경이다. 그는 프랑스내 교황 특사였으며, 카를 5세와의 협상을 지휘했다.

## 생애
조반니 살비아티는 야코포 살비아티와 루크레치아 데 메디치의 장남으로 피렌체에서 태어났다. 어머니가 피렌체의 통치가문인 메디치 가(家)의 '위대한 로렌초'의 장녀이다. 외할아버지는 조반니 살비아티 이고 외할머니는 마달레나 곤디 (Maddalena Gondi)이다.
1517년 그를 추기경직으로 임명한 217대 교황 레오 10세는 외삼촌(어머니의 남동생)이 된다. 그의 형제 베르나르도 살비아티와 조카 안톤 마리아 살비아티 역시도 추기경이 되었다. 그는 또한 후원을 받은 카트린 데 메디시스(로렌초 2세의 외동딸)의 친척이기도 하다.
그는 많은 공직 자리를 거쳤다. 그는 교황청 서기장, 포르토 에 산타 루피나 주교, 추기경단의 부주교보였다. 1526년 살비아티는 카를 5세에 대항한 코냐크 동맹 전쟁에서 그의 친척인 교황 클레멘스 7세와의 평화 협상을 체결했다. 그는 1543년 알바노 주교가 되었다. 그는 1520년 올로롱 교구의 교구장 직무 대행으로 임명되었다. 추기경으로서 1549–50년 콘클라베에 참석했다.
그는 마키아벨리와 친하게 지내며 편지를 주고 받았다. 예술가 체키노 살비아티 (프란체스코 데 로시)는 그의 후원자였던 조반니의 이름에서 살비아티를 붙였다. 그는 작곡가 자크 뒤 퐁를 고용했다.
살비타이는 1553년 10월 28일 라벤나에서 사망했다.